# Ascocentrum
Ascocentrum es un género de aproximadamente 8 especies de orquídeas de la subfamilia Epidendroideae. Aunque este género tiene pocas especies se hibridan con facilidad con géneros próximos dando 65 híbridos intergenéricos. Se distribuyen por el nordeste de India, Birmania, y Tailandia.

## Hábitat
La mayoría son epífitas aunque las hay también litófitas. En la naturaleza se encuentran debajo del dosel forestal en la humedad de la parte baja, protegidas de la luz solar directa.

## Descripción
Las Ascocentrum muestran un hábito de desarrollo  monopodial. El rizoma se desarrolla erecto y en su extremo produce dos gruesas y carnosas hojas alternas y elípticas cada año. Las hojas basales más viejas se caen al mismo tiempo. La planta de este modo retiene de cuatro a cinco hojas. No tienen pseudobulbos. El racimo aparece del tallo que surge entre las hojas  y florece en todo su esplendor durante varias semanas.
Las flores son redondeadas y enanas de uno a dos centímetros parecidas a las Vanda. Colores muy vivos rosa carmín, rojo o naranja.
Las raíces son gruesas y están recubiertas por un tejido esponjoso llamado velamen que ayuda a la absorción de agua y nutrientes. Por dentro está la auténtica raíz, que contiene clorofila y presenta color verde.
La floración se produce en verano y en otoño.

## Cultivo
- Temperatura

Es preferible cultivar esta planta en invernadero cálido, donde la temperatura pueda variar de 16 a 38 °C. Evitar corrientes de aire y cambios bruscos de temperatura.
- Luz

Los Ascocentrum prefieren una luz viva, sin el sol directo del periodo del mediodía. Su ideal está entre 15.000-20.000 lux.  Para ello se pueden situar junto a una ventana orientada al este o al oeste, con un visillo o cortina fina de por medio. Sin que le de la luz directa del sol pues se le pueden quemar las hojas. Las raíces de estas orquídeas son verdes, tienen clorofila por tanto capaces de realizar la fotosíntesis, por lo que es conveniente que estén en macetas incoloras.
- Agua

De preferencia no calcárea y sin cloro (usar cartuchos filtrantes si el agua disponible es muy calcárea).
La humedad ambiental debe estar situada entre el 50 y 60%, si bien debe ser mayor cuanto más alta sea la temperatura.
- Riegos

Moderados. Hay que dejar secar un poco el compost entre dos riegos. Las raíces prefieren los compost con buen drenaje. 
- Humedad

Les gustan las vaporizaciones.
- Aclareo

Normalmente al final del invierno o en la primavera, después de la floración. Toleran bien los tiestos pequeños. Utilizar de preferencia un tiesto no poroso (nada de macetas de barro cocido), a fin de no concentrar las sales minerales. Si no, se recomienda de humedecer el compost con agua clara de vez en cuando. Después del cambio de tiesto, esperar unas dos semanas antes de emprender el ritmo normal de riegos. Vaporizar el envés de las hojas.
- Substrato

Granulometría de fina a media, a base de corteza de pino, atapulgita o argex (esferas de tamaño variable), carbón vegetal, poliestireno.
También puede ponerse la planta sin sustrato sobre un tronco o en un cestillo. 
- Abonos

Debido a que son plantas epífitas que viven sobre troncos de árboles y recogen el agua de lluvia que escurre no tienen grandes exigencias de abono.
Venden abonos especiales para ellas, pero basta con usar un abono para plantas de interior reduciendo su dosis a la cuarta parte, que aplicaremos cada 10-15 días en la floración y el resto del tiempo esporádicamente.

Cuando el sustrato es escaso es preferible utilizar abonos foliares ya que la escasez de sustrato favorece que el abono entre en contacto directo con las raíces con riesgo de quemarlas. Entonces regar el día anterior al abonado y dar otro riego muy ligero antes de poner el fertilizante.
- Reproducción

Producen innumerables semillas, pero difíciles de germinar como no estén en simbiosis con un hongo. Por lo cual, el método más fácil es mediante Keikis (hijuelo que la planta madre emite en la vara floral, tras la floración). Para estimular la aparición de Keikis tras la floración, se corta la vara por encima de un nudo sobre la mitad de su longitud. Luego se retira con cuidado la pielecilla que cubre las yemas de los entrenudos, con mucho cuidado para no dañar estos. Con ello conseguiremos que les llegue más luz.
También se puede diluir una pizca de la hormona de crecimiento vegetal(benziladenina) en agua y con un pincel dar una fino toque en el corte para estimular su aparición. Una vez el keikis ha emitido unas raíces pequeñas se puede separar de la planta madre.

## Taxonomía
El género fue descrito por Schltr. ex J.J.Sm. y publicado en Bulletin du Jardin Botanique de Buitenzorg, sér. 2, 14: 49. 1914.
Etimología
Ascocentrum: nombre genérico que proviene de la unión de dos palabras griegas: ασκός (askos), que significa "piel", y κέντρον, que significa "estimular" o "picar", en referencia a la forma de su labio.

## Especies
- Ascocentrum ampullaceum (Roxb.) Schltr.
- Ascocentrum aurantiacum Schltr. ex J.J.Sm.
- Ascocentrum aureum J.J.Sm.
- Ascocentrum christensonianum Haager
- Ascocentrum curvifolium (Lindl.) Schltr. ex Prain
- Ascocentrum garayi Christenson
- Ascocentrum himalaicum (Deb, Sengupta & Malick) Christenson
- Ascocentrum insularum Christenson
- Ascocentrum miniatum (Lindl.) Schltr. ex J.J.Sm.
- Ascocentrum pumilum (Hayata) Schltr.
- Ascocentrum rubescens (Rolfe) P.F.Hunt
- Ascocentrum rubrum (Lindl.) Seidenf.
- Ascocentrum semiteretifolium Seidenf.

## Ascocentrum híbridos intergéneros
- Aeridocentrum : Aerctm (Aerides × Ascocentrum)
- Aerasconetia : Aescta (Aerides × Ascocentrum × Neofinetia)
- Alphonsoara : Alph (Arachnis × Ascocentrum × Vanda × Vandopsis)
- Angraecentrum : Angctm (Angraecum × Ascocentrum)
- Ascandopsis : Ascdps (Ascocentrum × Vandopsis)
- Ascocenda : Ascda (Ascocentrum × Vanda)
- Ascocleinetia : Ascln (Ascocentrum × Cleisocentron × Neofinetia)
- Ascofinetia : Ascf (Ascocentrum × Neofinetia)
- Ascogastisia : Agsta (Ascocentrum × Gastrochilus x Luisia)
- Ascoglottis : Asgts (Ascocentrum × Trichoglottis)
- Asconopsis : Ascps (Ascocentrum × Phalaenopsis)
- Ascorachnis : Ascns (Arachnis × Ascocentrum)
- Ascovandoritis : Asvts (Ascocentrum × Doritis × Vanda)
- Beardara : Bdra (Ascocentrum × Doritis × Phalaenopsis)
- Bokchoonara : Bkch (Arachnis × Ascocentrum × Phalaenopsis x Vanda)
- Bovornara : Bov (Arachnis × Ascocentrum × Rhynchostylis x Vanda)
- Chilocentrum : Chctm (Ascocentrum × Chiloschista)
- Christieara : Chtra (Aerides × Ascocentrum × Vanda)
- Darwinara : Dar (Ascocentrum × Neofinetia × Rhynchostylis × Vanda)
- Debruyneara : Dbra (Ascocentrum × Luisia × Vanda)
- Devereuxara : Dvra (Ascocentrum × Phalaenopsis × Vanda)
- Dominyara : Dmya (Ascocentrum × Luisia × Neofinetia x Rhynchostylis)
- Doricentrum : Dctm (Ascocentrum × Doritis)
- Eastonara : Eas (Ascocentrum × Gastrochilus × Vanda)
- Fujioara : Fjo (Ascocentrum x Trichoglottis × Vanda)
- Gottererara : Gott (Ascocentrum x Renanthera x Vandopsis)
- Himoriara : Hmra (Ascocentrum x Phalaenopsis x Rhynchostylis x Vanda)
- Hugofreedara : Hgfda (Ascocentrum x Doritis x Kingiella)
- Isaoara : Isr (Aerides x Ascocentrum x Phalaenopsis x Vanda)
- Kagawara : Kgw (Ascocentrum x Renanthera x Vanda)
- Knappara : Knp (Ascocentrum x Rhynchostylis x Vanda x Vandopsis)
- Knudsonara : Knud (Ascocentrum x Neofinetia x Renanthera x Rhynchostylis x Vanda)
- Komkrisara : Kom (Ascocentrum x Renanthera x Rhynchostylis)
- Lauara : Lauara (Ascoglossum x Renanthera x Rhynchostylis)
- Luicentrum : Lctm (Ascocentrum x Luisia)
- Luascotia : Lscta (Ascocentrum x Luisia x Neofinetia)
- Lowsonara : Lwnra (Aerides x Ascocentrum x Rhynchostylis)
- Lewisara : Lwsra (Aerides x Arachnis x Ascocentrum x Vanda)
- Micholitzara : Mchza (Aerides x Ascocentrum x Neofinetia x Vanda)
- Mokara : Mkra (Arachnis x Ascocentrum x Vanda)
- Moonara : Mnra (Aerides x Ascocentrum x Neofinetia x Rhynchostylis)
- Nakamotoara : Nak (Ascocentrum x Neofinetia x Vanda)
- Naugleara : Naug (Ascocentrum x Ascoglossum x Renanthera)
- Okaara : Okr (Ascocentrum x Renanthera x Rhynchostylis x Vanda)
- Onoara : Onra (Ascocentrum x Renanthera x Vanda x Vandopsis)
- Pageara : Pga (Ascocentrum x Luisia x Rhynchostylis x Vanda)
- Pelacentrum : Plctm (Ascocentrum x Pelatantheria)
- Paulara : Plra (Ascocentrum x Doritis x Phalaenopsis x Renanthera x Vanda)
- Pomacentrum : Pmctm (Ascocentrum x Pomatocalpa)
- Renancentrum : Rnctm (Ascocentrum x Renanthera)
- Rhynchocentrum : Rhctm (Ascocentrum x Rhynchostylis)
- Richardmizutaara : Rcmza (Ascocentrum x Phalaenopsis x Vandopsis)
- Robinara : Rbnra (Aerides x Ascocentrum x Renanthera x Vanda)
- Ronnyara : Rnya (Aerides x Ascocentrum x Rhynchostylis x Vanda)
- Rosakirschara : Rskra (Ascocentrum x Neofinetia x Renanthera)
- Rumrillara : Rlla (Ascocentrum x Neofinetia x Rhynchostylis)
- Sarcocentrum : Srctm (Ascocentrum x Sarcochilus)
- Shigeuraara : Shgra (Ascocentrum x Ascoglossum x Renanthera x Vanda)
- Silpaprasertara : Silpa (Aerides × Ascocentrum × Sarcanthus)
- Stamariaara : Stmra (Ascocentrum × Phalaenopsis × Renanthera × Vanda)
- Sutingara : Sut (Arachnis x Ascocentrum x Phalaenopsis × Vanda x Vandopsis)
- Vandewegheara : Vwga (Ascocentrum × Doritis × Phalaenopsis × Vanda)
- Vascostylis : Vasco (Ascocentrum × Rhynchostylis × Vanda)
- Wilkinsara : Wknsra (Ascocentrum × Vanda × Vandopsis)
- Yusofara : Ysfra (Arachnis × Ascocentrum × Renanthera × Vanda)